# دانشگاه ایالتی سن‌خوزه
دانشگاه ایالتی سن‌خوزه (به انگلیسی: San José State University) یک دانشگاه تحقیقاتی دولتی در سن‌خوزه واقع در ایالت کالیفرنیا آمریکا است که در ۱۸۵۷ میلادی بنانهاده شده‌است. این دانشگاه یکی از اعضای نظام دانشگاهی ایالتی کالیفرنیا است و قدیمی‌ترین مؤسسهٔ عمومی آموزش عالی در ساحل غربی آمریکا به‌شمار می‌رود.
این دانشگاه در مرکز شهر سن‌خوزه قرار دارد و مساحت پردیس آن ۰٫۶۲ کیلومتر مربع است و هم‌اکنون تقریباً ۳۳٬۰۰۰ دانشجو در ۱۳۰ رشتهٔ مختلف کارشناسی و تحصیلات تکمیلی در آن تحصیل می‌کنند.
این دانشگاه مدعیست که در زمینهٔ تأمین نیروی کار در رشته‌های مهندسی، علوم رایانه و بازرگانی برای شرکت‌های دره سیلیکون بیشترین سهم را در بین کلیهٔ دانشگاه‌ها و مؤسسات آموزش عالی دارد و در بین دانشگاه‌های سیستم دانشگاه ایالتی کالیفرنیا بیشترین کمک مالی را نیز از خارج از دانشگاه دریافت کرده‌است.

## تاریخچه

### تأسیس
چیزی که الان به دانشگاه ایالتی سن‌خوزه معروف است، در سال ۱۸۵۷ تحت نام مدرسهٔ شبانهٔ مینز در شهر سانفرانسیسکو توسط معلمی به نام جرج واشینگتن مینز و با هدف تربیت معلمان برای مدارس عمومی سانفرانسیسکو تأسیس شد. این مدرسه نخستین مؤسسهٔ آموزش عالی عمومی در کالیفرنیا بود.
در سال ۱۸۶۲ این مدرسه به مدرسهٔ عادی ایالت کالیفرنیا تغییر نام داد و ۵۴ معلم زن را طی یک دورهٔ آموزشی سه ساله فارغ‌التحصیل کرد.
در نهایت این مدرسهٔ عالی در سال ۱۸۷۱ به میدان واشینگتن در تقاطع خیابان‌های چهارم و سان کارلوس واقع در شهر سن‌خوزه منتقل شد و هم‌اکنون نیز در این محل قرار دارد.
در سال ۱۸۸۱ اولین شعبهٔ این دانشگاه تأسیس شد که بعدها تبدیل به دانشگاه کالیفرنیا، لس‌آنجلس شد. در همان سال زنگوله بزرگی نیز ریخته‌گری شد و به نشانهٔ یادبود مدرسهٔ عادی ایالت کالیفرنیا در میدان واشینگتن که هم‌اکنون بخشی از این دانشگاه شده بود، نصب شد. این زنگوله هنوز هم در همان مکان قرار دارد.
در سال ۱۹۲۱ نام این مدرسهٔ عالی به کالج ایالتی معلمان سن‌خوزه تغییر نام یافت و در سال ‍۱۹۳۵ نیز نام آن کالج ایالتی سن‌خوزه شد و بالاخره در سال ۱۹۷۲ به «دانشگاه ایالتی کالیفرنیا، سن‌خوزه» تبدیل شد.

### وقایع مهم تاریخی
- در سال ۱۹۳۰ دانشکدهٔ مطالعات حقوق مدنی با هدف اعطای مدرک علوم پلیسی تأسیس شد. این اولین بار بود که یک مدرک دانشگاهی پلیسی در ایالات متحده آمریکا به کسی اعطا می‌شد.
- در سال ۱۹۴۲ و طی جنگ با ژاپن، سالن ورزشی قدیمی دانشگاه برای ثبت‌نام و اعزام ژاپنیهای مقیم آمریکا به اردوگاه‌های اقامت اجباری استفاده می‌شد. این سالن هم‌اکنون به سالن اوچیدا تغییر نام پیدا کرده. اوچیدا بازرگان، کارآفرین و مربی جودوی آمریکایی با نژاد ژاپنی است که والدینش از طریق همین سالن به اردوگاه‌های نگهداری ژاپنیها فرستاده شدند.

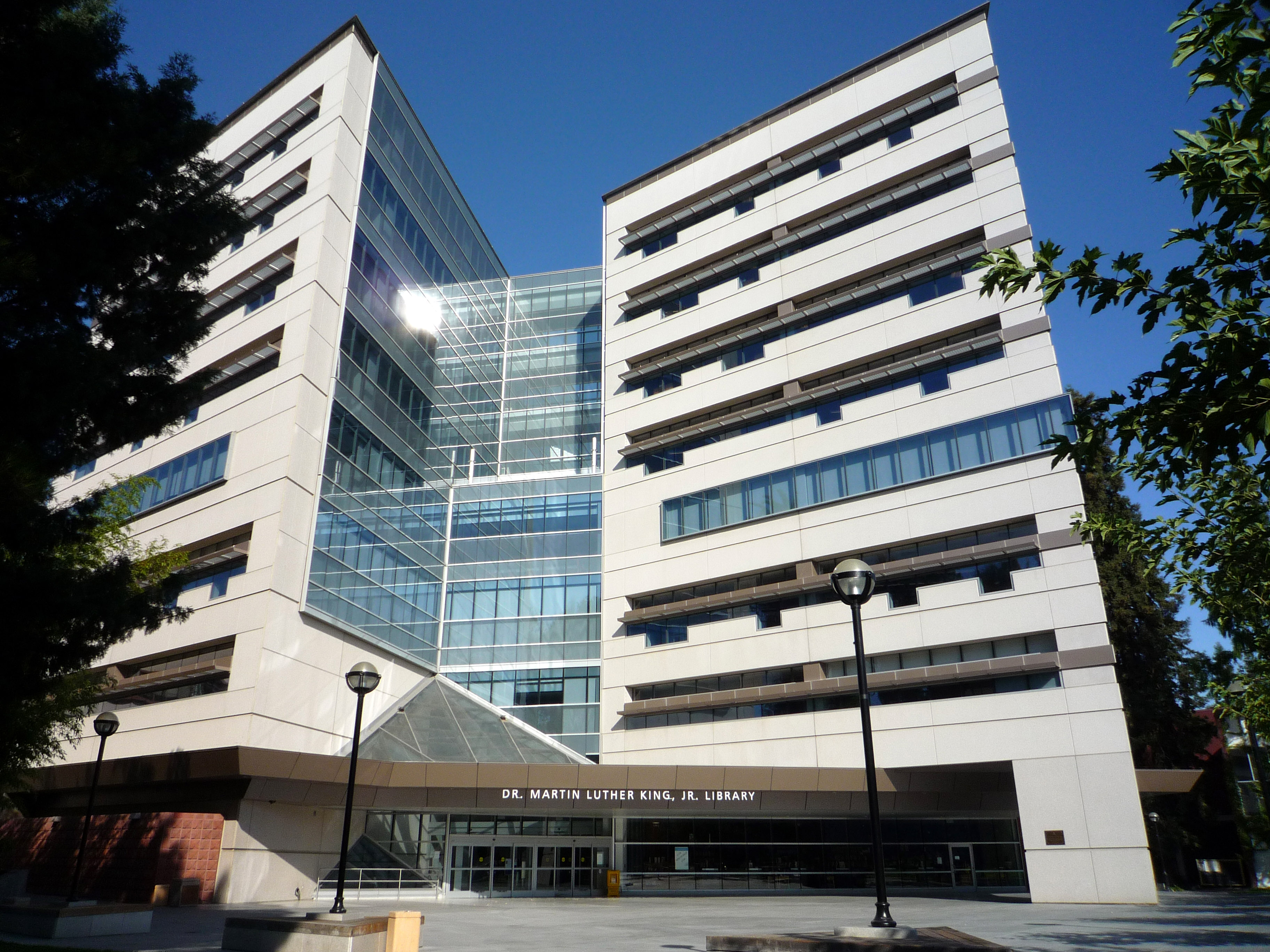
نمایی از کتابخانهٔ جدید دکتر مارتین لوتر کینگ، کتابخانهٔ مشترک دانشگاه و شهرداری سن‌خوزه

- در سال ۱۹۶۳ دانشجویان و فارغ‌التحصیلان آن طوماری تهیه کردند تا جلوی تصمیم هیئت امنای دانشگاه مبنی بر تخریب برج هال را بگیرند. در اثر این اقدام هیئت امناء از تصمیم خود منصرف شد و در سال ۱۹۶۶ برج هال بازسازی شد. این برج که هم‌اکنون نماد اصلی دانشگاه به حساب می‌آید، مجدداً در سال ۲۰۰۷ بازسازی گردید. برج هال در فهرست اداره حفاظتهای تاریخی کالیفرنیا به عنوان اثر تاریخی ثبت شده‌است.
- در طول دههٔ ۱۹۶۰ و اوائل دههٔ ۱۹۷۰ کالج ایالتی سن‌خوزه شاهد افزایش فعالیت سیاسی دانشجویانش مثلاً در مخالفت با جنگ ویتنام بوده‌است.
- در سال‌های ۱۹۷۲ و ۱۹۷۳ دانشکدهٔ اقتصاد پس از تصفیهٔ اساتیدی که طرفدار نظریه‌های اقتصادی دست چپی بودند، دچار ناآرامیهای سیاسی شد و بعد از آن برای سال‌ها این دانشکده تحت سانسور انجمن استادان دانشگاه‌های آمریکا قرار داشت.
- در سال ۱۹۹۹ دانشگاه و شهرداری سن‌خوزه توافق کردند که کتابخانه‌هایشان را در هم ادغام کرده و کتابخانهٔ مشترکی در دانشگاه بسازند. چنین اتفاقی برای اولین بار در آمریکا بود که رخ می‌داد. این کتابخانه که نام دکتر مارتین لوتر کینگ بر آن نهاده‌اند در سال ۲۰۰۳ و درست طی برنامهٔ زمانی پیش‌بینی شده افتتاح شد. این کتابخانه جایزه‌های ملی زیادی را تاکنون از آن خود کرده‌است.
- در سال تحصیلی ۲۰۰۶–۲۰۰۷ این دانشگاه رکورد بیشترین دریافت کمکهای مالی را طول تاریخ خود شکست.
- در سال ۲۰۰۷ دانشکدهٔ مهندسی این دانشگاه کمکی ۱۵ میلیون دلاری از سوی یکی از فارغ‌التحصیلانش دریافت کرد. چنین کمک مالی‌ای نه فقط در تاریخ این دانشگاه بی‌سابقه است بلکه در سایر دانشگاه‌های سیستم دانشگاه ایالتی کالیفرنیا هم سابقه نداشته‌است.

## پردیس

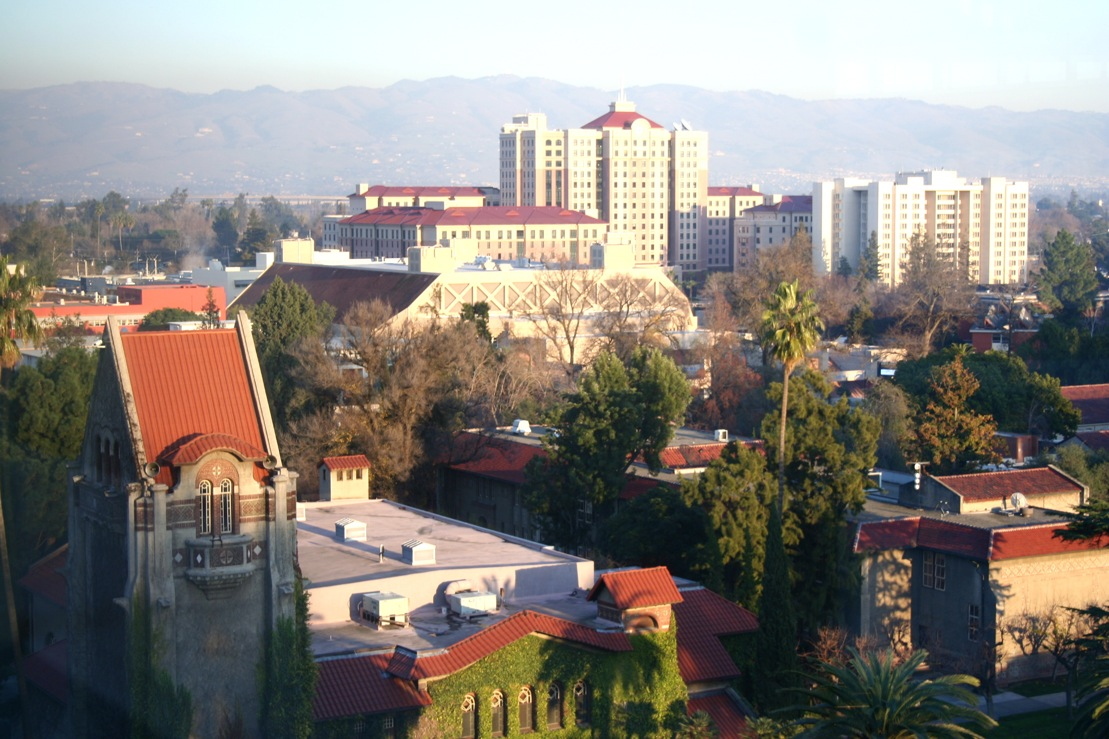
نمایی از پردیس دانشگاه از داخل کتابخانهٔ دانشگاه

پردیس اصلی دانشگاه شامل تقریباً ۵۵ ساختمان است که در یک محوطهٔ مستطیل شکل به مساحت ۰٫۶۲ کیلومتر مربع و در مرکز شهر سن‌خوزه واقع شده‌است. این پردیس از شمال به خیابان سان فرناندو، از جنوب به خیابان سان سالوادور، از غرب به خیابان چهارم جنوبی و از شرق به خیابان دهم جنوبی منتهی می‌شود. پردیس جنوبی که بیشتر شامل ساختمان‌ها و امکانات ورزشی است، در دو و نیم کیلومتری جنوب پردیس اصلی و در خیابان هفتم جنوبی واقع است.

## تشکیلات
این دانشگاه به عنوان عضوی از سیستم دانشگاه ایالتی کالیفرنیا زیر نظر هیئت امنای ۲۵ نفرهٔ دانشگاه ایالتی کالیفرنیا و همچنین ریاست عالیهٔ دانشگاه ایالتی اداره می‌شود.
مدیر اجرایی دانشگاه ایالتی سن‌خوزه، همان رئیس دانشگاه است که هم‌اکنون دکتر محمد قیومی است. دکتر قیومی در ۲۳ مارس ۲۰۱۱ رئیس این دانشگاه شد و قبل از رئیس دانشگاه ایالتی کالیفرنیا در ایست بی بود.
این دانشگاه هم‌اکنون در ۶۹ رشتهٔ کارشناسی (با ۸۱ گرایش) و ۶۵ رشتهٔ کارشناسی ارشد (با ۲۹ گرایش) دانشجو می‌پذیرد.
دانشکده‌های این دانشگاه عبارتند از:
- دانشکدهٔ هنرهای کاربردی
- دانشکدهٔ بازرگانی
- دانشکدهٔ آموزش
- دانشکدهٔ مهندسی
- دانشکدهٔ علوم انسانی
- دانشکدهٔ علوم
- دانشکدهٔ علوم اجتماعی
- دانشکدهٔ هنر و طراحی
- دانشکدهٔ روزنامه‌نگاری و ارتباطات
- دانشکدهٔ کتابداری و علوم اطلاعات
- دانشکدهٔ موسیقی و رقص
- دانشکدهٔ پرستاری
- دانشکدهٔ کارهای اجتماعی

## آموزش

### برنامه‌های آموزشی
دانشگاه ایالتی سن‌خوزه هم‌اکنون حدود ۳۳٬۰۰۰ دانشجو را در ۱۳۰ رشتهٔ مختلف کارشناسی و کارشناسی ارشد در خود جای داده است. این دانشگاه فقط در دو رشتهٔ آموزش و رشتهٔ پرستاری مستقلاً دانشجوی دکتری می‌پذیرد ولی با دانشگاه فناوری کوئینزلند در رشتهٔ علوم کتابخانه و در رشته‌های مهندسی با دانشگاه ایالتی می‌سی‌سی‌پی مشترکاً دانشجوی دکترا می‌پذیرد.
برخی از رشته‌های این دانشگاه تقریباً مخصوص به همین دانشگاه هستند و در دانشگاه‌های دیگر یا ارائه نمی‌شوند یا به ندرت ارائه می‌شوند. این رشته‌ها عبارتند از: علوم هوانوردی (مهندسی هوافضا)، مدیریت حمل و نقل، هواشناسی، مهندسی نرم‌افزار و همچنین فناوری تولید سبز و تداوم‌پذیر.
محبوبترین رشته‌های تحصیلی دانشگاه، رشته‌های مرتبط با بازرگانی است که ۲۳ درصد دانشجویان کارشناسی دانشگاه را در خود جای داده است. دانشکدهٔ بازرگانی چیزی در حدود ۶٬۰۰۰ دانشجو دارد و بزرگترین دانشکدهٔ این دانشگاه و همچنین بزرگترین دانشکدهٔ بازرگانی در سراسر آمریکا به‌شمار می‌رود.
دومین رشتهٔ محبوب این دانشگاه، رشتهٔ مهندسی است. در دانشکدهٔ مهندسی این دانشگاه بیش از ۴٬۷۰۰ دانشجو در مقطع کارشناسی و تحصیلات تکمیلی مشغول به تحصیل هستند و تقریباً ۳۵۰ کارمند و عضو هیئت علمی دارد. این دانشکده بعد از دانشکدهٔ بازرگانی و دانشکدهٔ علوم کاربردی سومین دانشکدهٔ بزرگ دانشگاه است.
۸ درصد دانشجویان کارشناسی در رشته‌های هنرهای تجسمی و نمایشی ثبت نام شده‌اند و رشتهٔ هنر سومین رشتهٔ محبوب این دانشگاه بعد از بازرگانی و مهندسی به‌شمار می‌رود. دانشکدهٔ هنر و طراحی این دانشگاه بیش از ۱٬۹۰۰ دانشجو و نزدیک به ۱۰۰ کارمند و عضو هیئت علمی دارد. دانشکدهٔ موسیقی و رقص هم ۳۰۰ دانشجو و ۶۰ کارمند و عضو هیئت علمی در خود جای داده است.
دانشجویان رشته‌های پرستاری و پیش‌پرستاری این دانشگاه ۶ درصد دانشجویان کارشناسی این دانشگاه را شامل می‌شوند. رتبه‌های بعدی مربوط به دانشجویان روانشناسی با ۵ درصد و مطالعات حقوق مدنی با ۴ درصد است.

### رتبهٔ دانشگاه
- بر اساس آخرین رتبه‌بندی (۲۰۱۲) مجلهٔ اخبار آمریکا و گزارش جهان، این دانشگاه در بخش کارشناسی ارشد دارای رتبهٔ ۳۹ در بین کل دانشگاه‌های منطقهٔ غرب آمریکا و رتبهٔ ۱۰ در میان دانشگاه‌های عمومی این منطقه است و جزء دانشگاه‌های درجه یک در سطح کارشناسی ارشد در این منطقه به حساب می‌آید. در این تقسیم‌بندی، این منطقه یعنی منطقهٔ غرب آمریکا شامل ۱۵ ایالت است که ۱۲۵ دانشگاه و کالج را در سطح کارشناسی ارشد در خود جای داده است. بر اساس رتبه‌بندی سال ۲۰۱۰، این دانشگاه رتبهٔ کلی ۳۸ و ۱۲ را در میان دانشگاه‌های عمومی دارا بوده و در سال ۲۰۰۹ نیز رتبهٔ کلی ۴۵ و ۱۳ را میان دانشگاه‌های عمومی از آن خود کرده‌است. در سال ۲۰۰۸ این دانشگاه رتبهٔ ۸ را در میان دانشگاه‌های عمومی غرب آمریکا داشته‌است.
- دانشگاه ایالتی سن‌خوزه در سال ۲۰۱۰ در زمینهٔ رشته‌های مقطع کارشناسی رتبهٔ ۱۹ را در میان دانشگاه‌های سراسر آمریکا کسب کرده‌است و مهندسی رایانهٔ آن در میان دانشگاه‌های آمریکا پنجم است. همچنین در رشتهٔ مهندسی صنایع و تولید مکان سوم را در میان تمام ۵۵۰ کالج و دانشگاه‌های آمریکایی (در سطح کارشناسی ارشد) در سال ۲۰۱۰ دارا بوده‌است.
- بر اساس آخرین رتبه‌بندی (۲۰۱۲) مجلهٔ اخبار آمریکا و گزارش جهان دانشکدهٔ مهندسی این دانشگاه رتبهٔ هفتم را میان تمام دانشکده‌های مهندسی امریکایی‌ای که فقط در مقطع کارشناسی و کارشناسی دانشجو می‌پذیرند داراست و در میان تمام دانشگاه های آمریکا، رتبهٔ ۲۷ را داراست (در بین ۱۹۳ دانشکدهٔ مهندسی)
- دانشکدهٔ تحصیلات تکمیلی کتابداری و علوم اطلاعات در سراسر آمریکا ۲۲ام است و همچنین اولین در سرویس آموزش الکترونیکی.
- رشتهٔ کاردرمانی این دانشگاه در مقطع تحصیلات تکمیلی رتبهٔ ۲۴ام را در سراسر آمریکا داراست.
- گزارش پرینستون، دانشکدهٔ بازرگانی این دانشگاه را در بین ۳۰۰ دانشکدهٔ بازرگانی برتر آمریکا قرار داده است.
- در سیستم رتبه‌بندی وبی دانشگاه‌های جهان، این دانشگاه جزء ۲۶۵ دانشگاه برتر دنیا (در میان ۱۲٬۰۰۰ دانشگاه) قرار گرفته‌است.
- بر اساس طبقه‌بندی مجلهٔ بیزینس ویک، از سال ۲۰۰۷، دانشکدهٔ هنر و طراحی این دانشگاه در فهرست ۶۰ دانشکدهٔ برتر طراحی دنیا قرار دارد.
- دانشگاه ایالتی سن‌خوزه در سال‌های ۲۰۰۸، ۲۰۰۹ و ۲۰۱۰ در فهرست «دانشگاه‌های برتر آمریکا» ی فوربز قرار داشته‌است.

## افتخارات ورزشی
فارغ‌التحصیلان این دانشگاه تاکنون ۱۸ مدال در بازی‌های المپیک کسب کرده‌اند که ۸ تا از آن‌ها مدال طلا بوده‌است. اولین مدال طلای المپیک در سال ۱۹۴۸ توسط ویلی استیل در رشته دو و میدانی کسب شد. سایر مدالها در شنا، جودو و مشت‌زنی بوده‌است.

## هیئت عملی
دانشگاه ایالتی سن‌خوزه تقریباً ۱٬۶۰۰ عضو هیئت علمی دارد و ۸۷ درصد آن‌ها مدرک دکتری دارند.

## دانشجویان
دانشگاه ایالتی سن‌خوزه به عنوان قدیمی‌ترین و یکی از بزرگترین دانشگاه‌های سیستم دانشگاه ایالتی کالیفرنیا دانشجویانی از ایالت کالیفرنیا، سایر نقاط آمریکا و ۱۰۰ کشور دیگر دارد. این دانشگاه بالاترین آمار دانشجویان خارجی را در مقطع کارشناسی ارشد در سراسر آمریکا داراست. در ترم پاییز سال ۲۰۰۹ تقریباً ۳۱٬۰۰۰ دانشجو در دانشگاه ثبت نام شدند که تقریباً ۲۴٬۰۰۰ نفر آن‌ها در مقطع کارشناسی و قریب به ۶٬۵۰۰ نفر نیز دانشجوی تحصیلات تکمیلی بوده‌اند. ۱۱٬۵۰۰ نفر از دانشجویان کارشناسی پسر و ۱۲٬۵۰۰ نفر دختر بوده‌اند. دانشجویان تحصیلات تکمیلی نیز ۲٬۵۰۰ پسر و ۴٬۰۰۰ دختر را شامل می‌شوند. میانگین سنی دانشجویان تمام وقت کارشناسی ۲۳ سال است. ۹۲ درصد دانشجویان دانشگاه از ایالت کالیفرنیا، ۹۳ درصد مقیم آمریکا و تقریباً ۷ درصد دانشجوی خارجی (غیر مقیم) هستند.
تنوع قومی دانشجویان این دانشگاه بسیار بالاست و دارای جمعیت زیادی از نژاد آسیایی (شامل ژاپنی، هندی، کامبوجی، ویتنامی، فیلیپینی، چینی و همونگ) است. همچنین تعداد زیادی دانشجو از نژاد آمریکای لاتین دارد.
تقریباً ۳٬۵۰۰ دانشجو در خوابگاه‌های دانشگاه زندگی می‌کنند و دانشجویانی هم که با پای پیاده یا دوچرخه به دانشگاه می‌آیند ۵٬۰۰۰ نفر تخمین زده می‌شوند. همچنین تقریباً ۴۵ درصد دانشجویان سال اولی مقطع کارشناسی در خوابگاه‌های دانشگاه زندگی می‌کنند.
این دانشگاه چیزی در حدود ۳۰۰ انجمن دانشجویی را در خود جای داده است و ۱۶ سالن سرپوشیدهٔ ورزشی و ۱۴ کلوپ ورزشی نیز برای استفادهٔ دانشجویان دختر و پسر دارد.

## ایرانیان دانشگاه
- امید کردستانی مدیر ارشد ایرانی‌تبار شرکت گوگل در سال ۱۹۸۴ مدرک کارشناسی خود را در رشتهٔ مهندسی برق از این دانشگاه گرفته‌است.[۱]
- علی پارسا کویرنورد و دریانورد ایرانی و سردبیر سابق مجلهٔ گزارش کامپیوتر دانشجوی کارشناسی ارشد این دانشگاه بوده‌است.
- سیروس کار فیلمساز ایرانی‌تبار، حافظ مدیرزاده استاد موسیقی و نوازندهٔ سازهای بادی، سید جلال شباهنگی مدرس دانشگاه و عضو پیوستهٔ فرهنگستان هنر[۲] و دکتر محمود مهرمحمدی استاد دانشگاه تربیت مدرس[۳] نیز از دانش‌آموختگان این دانشگاه هستند.
- محمود واعظی